# 别克昂科威
別克Envision（Buick Envision）是通用汽车旗下品牌别克汽車開發製造的中型運動型多用途車、跨界休旅車，官方中文名稱為「別克昂科威」，而競爭對手為本田Avancier、豐田Highlander、福特Edge、日產Murano。

## 歷史與概要

### 第一代（2014年）
2014年8月，別克昂科威在成都车展全球首发亮相。2015年12月，别克昂科威成为上汽通用首批整车出口北美市场的车型。
美国市場上，别克昂科威于2016年1月11日在底特律車展上首次亮相。

### 2019年款
2019年别克昂科威于2017年底在中国首次亮相，并于2018年在北美市场亮相。

### 2020年款
2020年款于2020年初在中国首次亮相

### 第二代（2021年）
2020年5月，通用汽車在美国推出了第二代别克昂科威。
昂科威S 

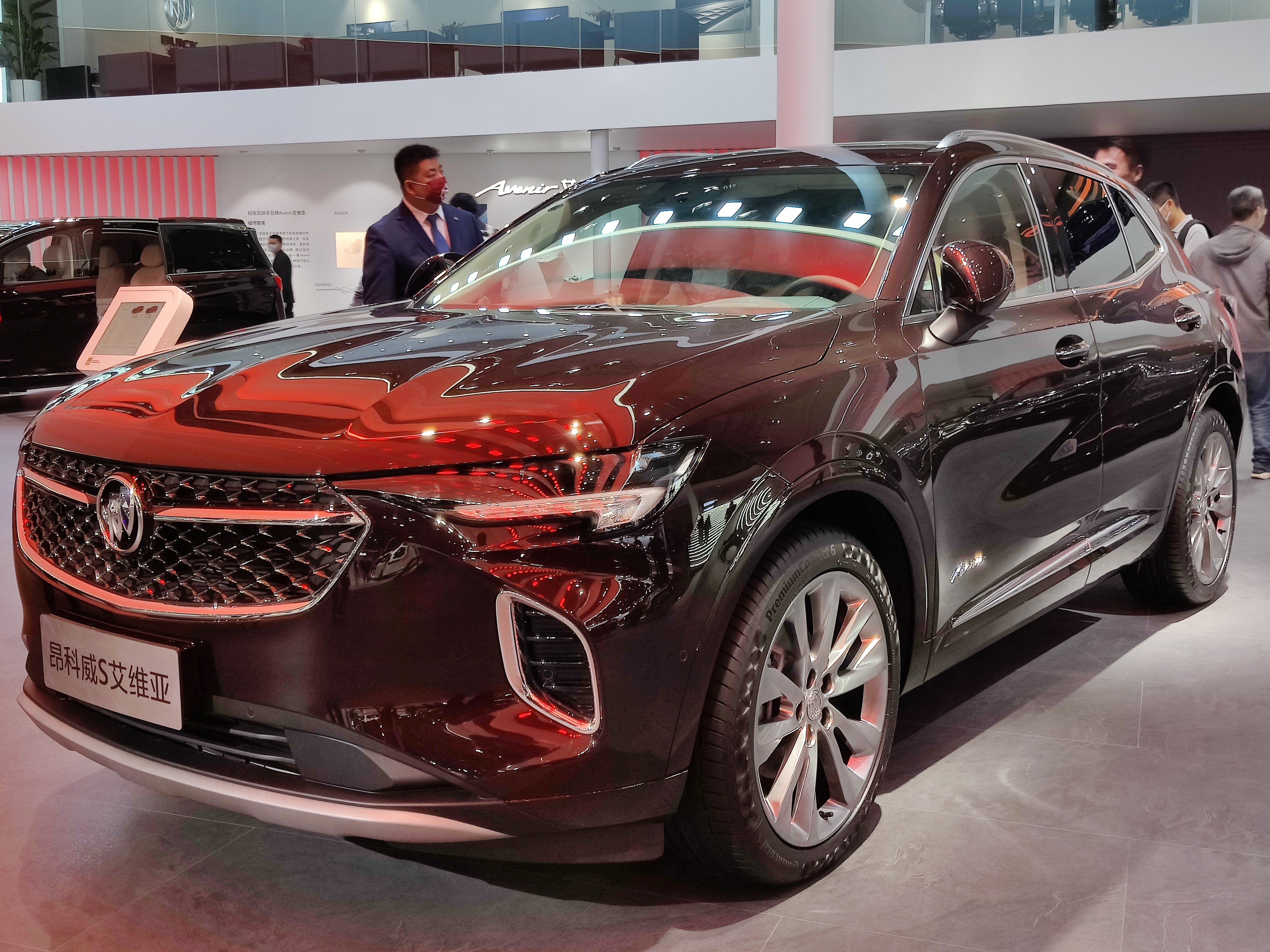

上汽通用推出新款昂科威S,新款车型搭载2.0L涡轮增压发动机，9AT变速箱，前轮为麦弗逊独立悬架，后轮为五连杆。后期推出搭载1.5L涡轮增压发动机的车型。

#### 昂科威Plus
2021年上海车展期间推出的昂科威Plus是昂科威的加长版。

## 外部連結
- 中國官方網站 （页面存档备份，存于）